# Преподобни Агатон Чудотворац
Преподобни Агатон Чудотворац је православни светитељ, монах Кијево-Печерског манастира из 13К-14. века .
Православна црква га прославља 20. фебруара (4. марта) у преступној години или 20. фебруара (5. марта) у непреступној години и 28. августа (10. септембра) у Сабору Преосвећених отаца Кијевских пећина .
Житије светог Агатона познато је из натписа на табли која је затварала улаз у пећину. Она саопштава да је монах имао дар пророштва и исцељења, лечио болесне полагањем руку .
Према антрополошким истраживањима, Агатон је преминуо у доби од 30-40 година. Помесна канонизација извршена је 1643. године, а опште црквено поштовање установљено је декретима Светог Синода 1762, 1775 и 1784. године. Мошти његове почивају у Далеким пећинама Кијево-печерске лавре.